# Ледена коса
Ледената коса (известна още и като ледена въ̀лна или замръзнала брада) е вид лед, който се образува върху мъртво дърво и приема формата на фина, копринена коса. Донякъде е необичайно и се среща най-вече на ширини между 45 и 55 ° с.ш. в широколистни гори. Метеорологът и откривател на континенталния дрейф, Алфред Вегенер, описва ледената коса върху мокро мъртво дърво през 1918 г., приемайки някои специфични гъби като катализатор, теория, потвърдена най-вече от Герхарт Вагнер и Кристиан Матцлер през 2005 г. През 2015 г. гъбата Exidiopsis effusa е определена като ключова за образуването на ледена коса.

## Формиране
Ледената коса се образува върху влажна, гниеща дървесина от широколистни дървета, когато температурите са малко под 0 °C и въздухът е влажен. Изглежда, че космите се вкореняват в устието на дървесни лъчи (никога върху кората) и тяхната дебелина е подобна на диаметъра на каналите за дървесни лъчи. Парче дърво, което веднъж произвежда лед за коса, може да продължи да го произвежда в продължение на няколко години.
Всеки от гладките, копринени косми има диаметър около 0,02 mm и дължина до 20 cm. Космите са чупливи, но имат формата на къдрици и вълна. Те могат да поддържат формата си в продължение на часове, а понякога и дни. Този дълъг живот показва, че нещо пречи на малките ледени кристали да прекристализират в по-големи, тъй като рекристализацията обикновено се случва много бързо при температури близо до 0 °C.
През 2015 г. немски и швейцарски учени определиха гъбата Exidiopsis effusa като ключова за образуването на ледена коса. Гъбичките бяха открити във всяка проба ледена коса, изучена от изследователите, и деактивирането на гъбичките с фунгицид или гореща вода предотврати образуването на нова ледена коса. Гъбичките оформят леда на фини власинки по несигурен механизъм и вероятно го стабилизират чрез осигуряване на инхибитор на прекристализация, подобен на антифризните протеини.